# Tenuiphantes ateripes
Tenuiphantes ateripes är en spindelart som först beskrevs av Andrei V. Tanasevitch 1988.  Tenuiphantes ateripes ingår i släktet Tenuiphantes och familjen täckvävarspindlar. Inga underarter finns listade i Catalogue of Life.